# 日本山蝠
日本山蝠（学名：Nyctalus aviator）为蝙蝠科山蝠属的动物。在中国大陆，分布于江苏、安徽、黑龙江、河南、吉林等地，多见于树洞。该物种的模式产地在日本。